# Hlavní světlo

Typické tříbodové svícení v ateliéru se zadním světlem (protisvětlem) pro vytvoření prostorového vjemu a kontrastu mezi pozadím a objektem uprostřed; světlo vlevo je hlavní, zprava doplňkové

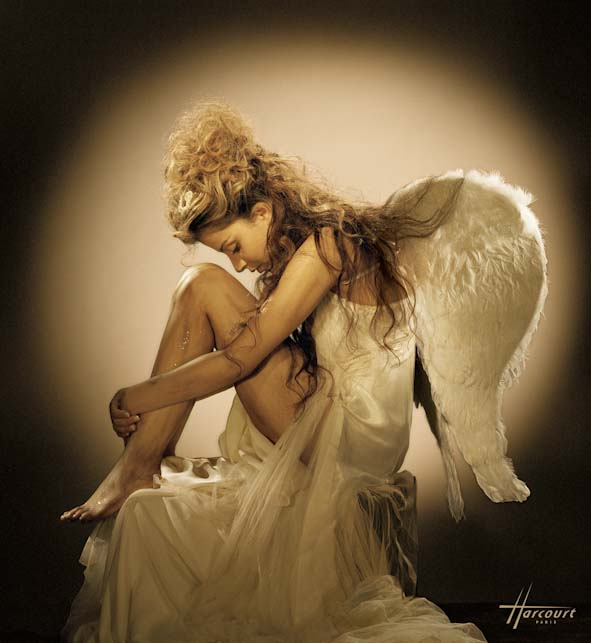
Ateliér Studio Harcourt: Portrét Najoua Belyzelové s využitím hlavního, doplňkového, zadního světla a protisvětla, 2006

Hlavní světlo je první a obvykle nejdůležitější světlo, které využívá fotograf, kameraman, osvětlovač v divadle nebo na koncertu, nebo jiný tvůrce obrazové scény. Je to světlo nejsilnější a může se jednat o umělé nebo přirozené světlo. Hlavní světlo směřuje na snímaný objekt nebo na jeho důležitou součást a jeho úkolem je vytvoření hlavního světelného efektu, zdůraznit jeho formu a rozměr. Toto světlo by ve srovnání s obecným osvětlením scény mělo poskytovat nejvíce světla na osvětlené ploše objektu. Hlavní světlo se používá jen zřídka samostatně, protože je příliš kontrastní, na rozdíl od doplňkového osvětlení, které prokresluje stíny nebo nevypaluje světla. Vynechání hlavního světla má za následek efekt siluety. Ve scéně může být použito více hlavních světel, které osvětlují jednotlivé objekty v rámu nebo se rozsvěcují ve vhodném okamžiku, aby osvětlily pohybující se objekt.
V tradiční černobílé fotografii se osvětlení skládá ze tří světel: hlavního, doplňkového (fill-in) a zadního. Hlavní světlo odhaluje kontury objektu, doplňkové prokresluje stíny a tím snižuje kontrast, zatímco zadní zdůrazňuje pozadí. Jako čtvrté může být použito ještě protisvětlo.

## Umístění
Hlavní světlo může být "tvrdé" (soustředěné) nebo "měkké" (difuzní) a v závislosti na požadovaném nastavení může být vůči předmětu umístěno v různých úhlech. Pokud je součástí nejběžnější konfigurace tříbodového osvětlení, umísťuje se hlavní světlo pod úhlem 30-60° (fotoaparát leží na stupni 0). Kromě horizontálního úhlu, může být umístěno světlo na vertikální rovině vysoko nahoře nebo nízko dole a poskytuje tak různé efekty. Nejčastější vertikální pozice pro hlavní světlo je v úhlu 30° (tj. mírně nad výškou očí linky, aby nos nevrhal stín na rty).
Hlavní světlo umístěné příliš nízko může herce rušit, protože většina přirozeného osvětlení ambientního světla je normálně nad hlavou. Osvětlení tváře zespodu zvyšují dramatický účinek a používá se v hororech nebo komediích. Umístění zdroje světla příliš vysoko má za následek výraznější lícní kosti a dlouhé stíny nosu. Směrovaným světlem shora byla známá Marlene Dietrich.

## Osvětlení scény
Při použití pouze hlavního světla vznikne vysoce kontrastní scéna, zvláště pokud není osvícené nesvítí. Doplňkové světlo snižuje kontrast a vykresluje další detaily na tmavých částech obrazu. Alternativa k doplňkovému světlu je odrážet dané světlo na objekty odraznou deskou.
Jako doplněk k hlavnímu světlu se používá zadní světlo, které "odděluje" subjekt od pozadí. Když se předmět a/nebo kamera pohybují, mohou si hlavní světlo a světlo na pozadí roli vyměnit.
Hlavní světlo nemusí osvětlovat objekt přímo: může procházet různými filtry, clonami, mřížkami, stínítky nebo reflektory. Světlo procházející listy stromů, okenní tabulí a jinými překážkami mohou scénu tvořit vizuálně zajímavou a divákovi prozrazuje umístění objektu. Hlavní světlo také nemusí být bílé – používají se různé barevné varianty (obvykle při použití doplňkového / zadního osvětlení dalších barev), lze zvýšit emocionální hloubku scény, než může poskytnout samotná bílá. Ve smíšených scénách, kde se míchá vnitřní a vnější osvětlení, se může sluneční záření jevit jako "teplá" bílá, vnitřní osvětlení jako "neutrální" nebo uměle tónovaná bílá. Naproti tomu měsíční světlo se zdá být "chladnější" než vnitřní osvětlení.

## Volba osvětlení
V mnoha případech, například při koncertní nebo divadelní fotografii, se umělé osvětlení na pódiu stává hlavním světlem. V exteriérech je to pak ve většině případů sluneční záření. Umělé světlo lze použít také venku jako doplňkové ke slunečnímu světlu nebo (je-li poměrně hodně silné) jako primární zdroj světla ke slunečnímu záření nebo světlu oblohy, které pak slouží jako doplňkové osvětlení. Lampy a svítidla mohou sloužit jako hlavní osvětlení za předpokladu, že mají dostatečnou intenzitu jasu. Podobně lze jako zdroje světla použít oheň, svíčky a podobně (viz článek dostupné světlo).

## Příklady

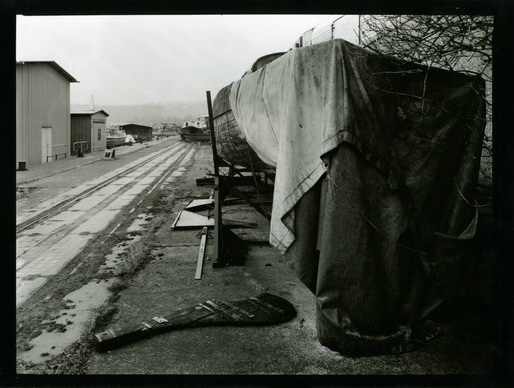
Rozptýlené světlo při zatažené obloze, autor: Jan Reich, z cyklu Městská krajina, 1997
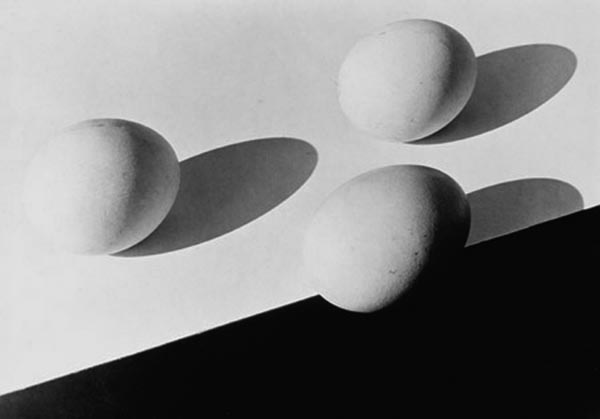
Tvrdé boční světlo, fotografie zátiší, autorka: Aenne Biermann: Vajíčka, asi 1930
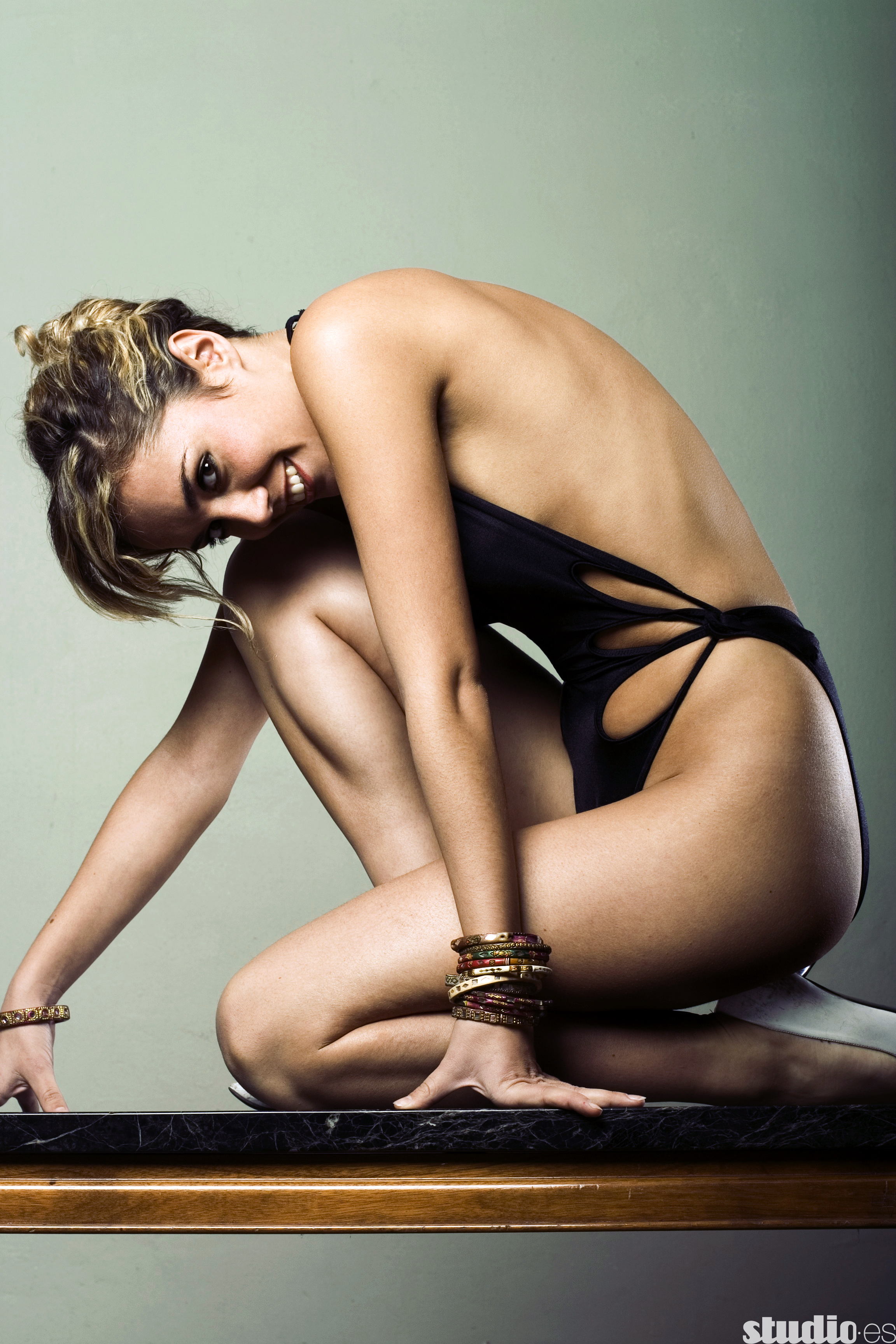
Modelka ve studiu fotografovaná hlavním softboxem 100×100 cm šikmo zleva a doplňkovým světlem zprava 70×70 cm, módní fotografie
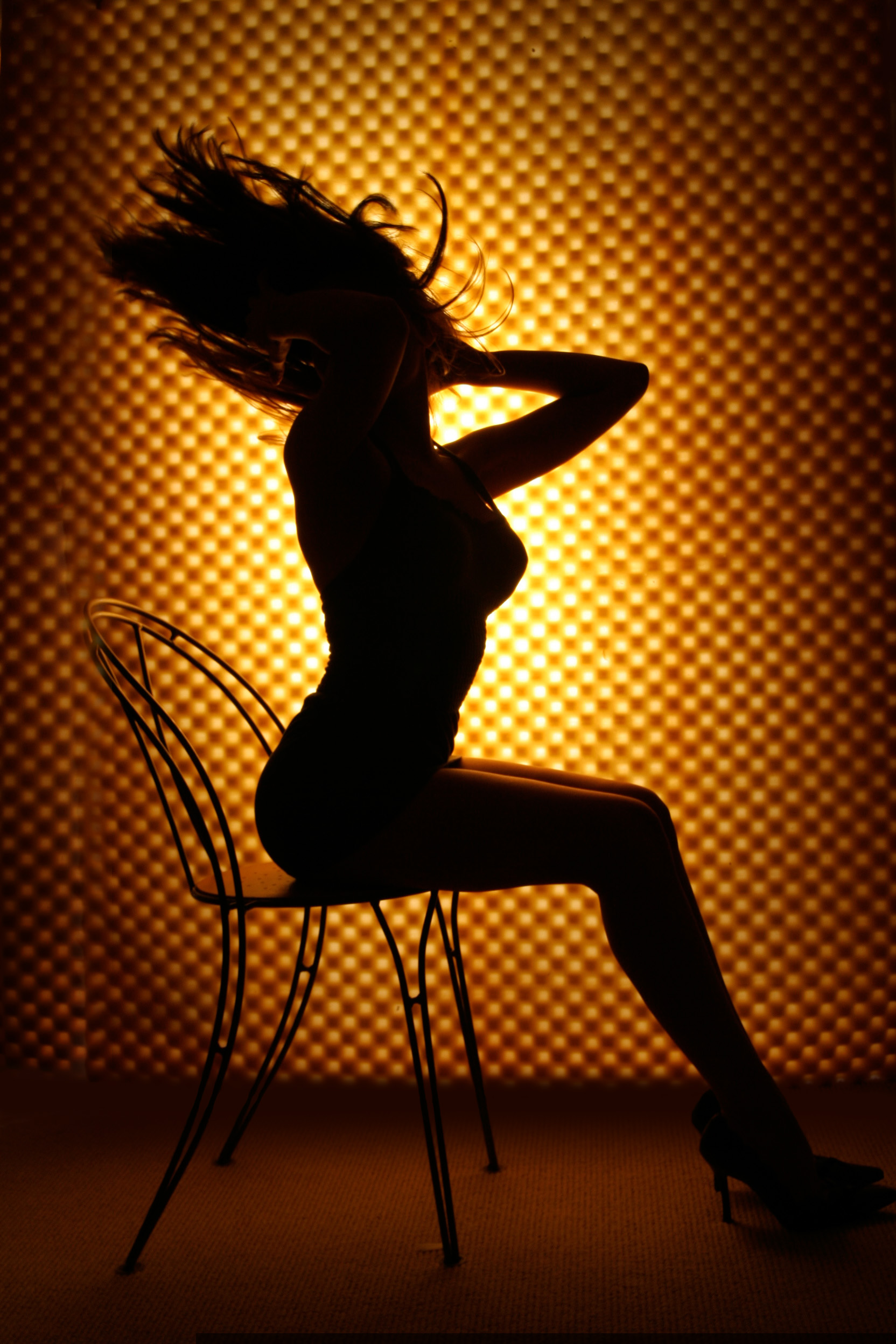
Fotograf Jackie Martinez záměrně vynechal hlavní světlo na objekt zepředu a výsledkem je silueta
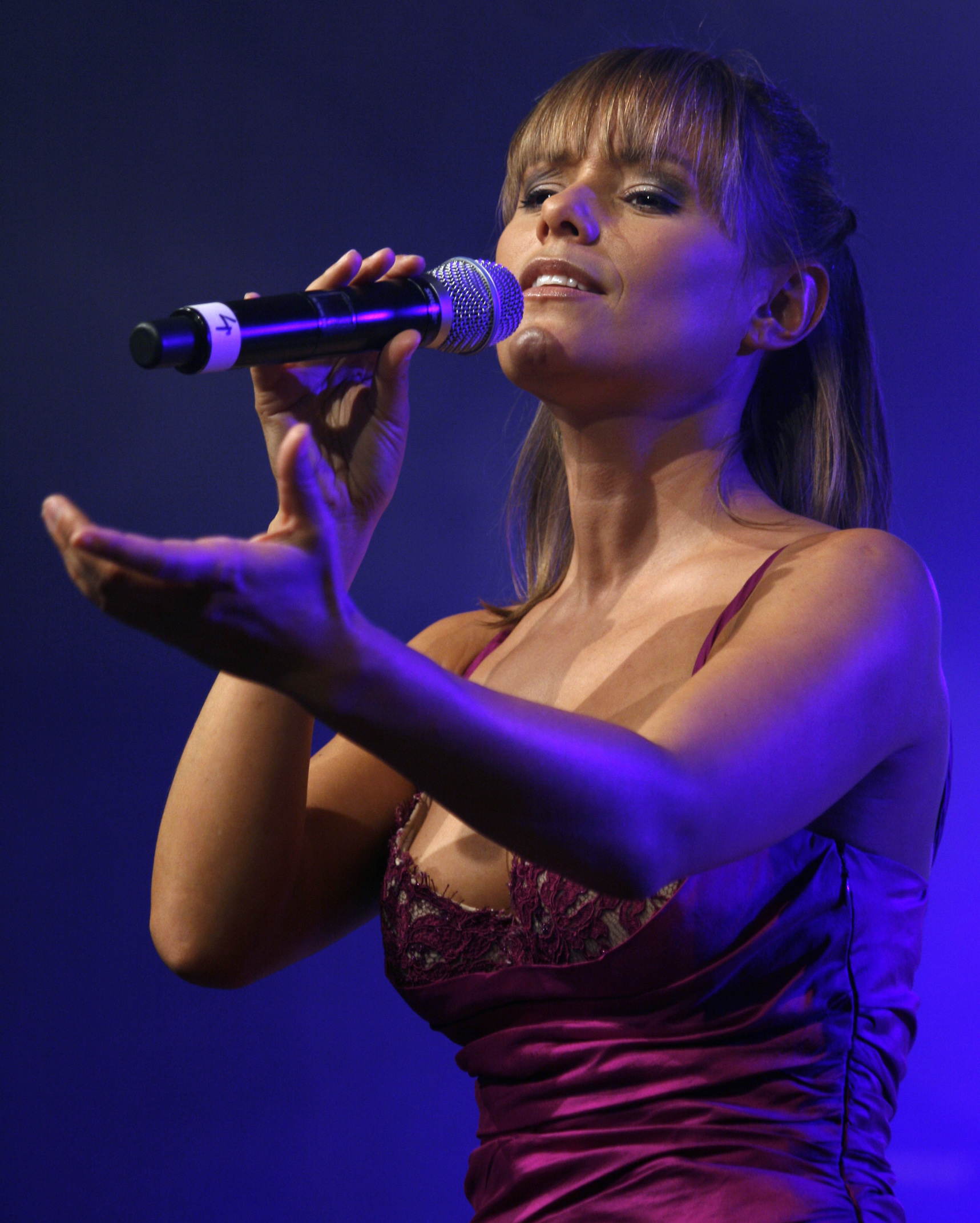
Koncertní fotograf využil dostupného fialového osvětlení portrétu
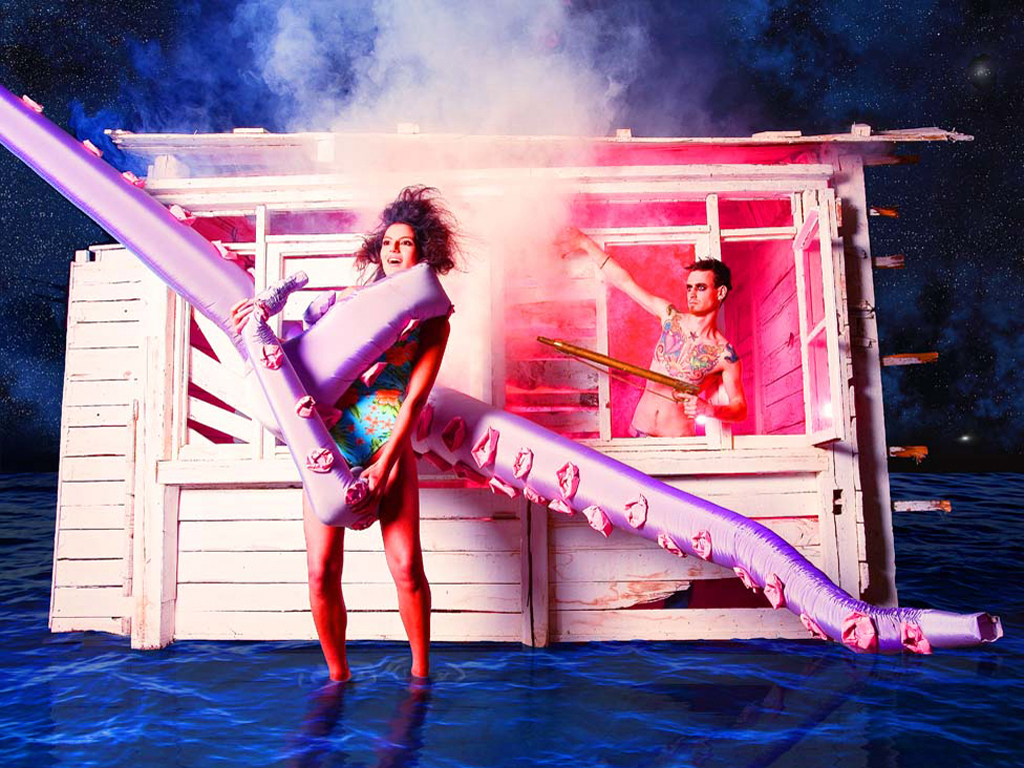
Philipp von Ostau použil barevné umělé světlo
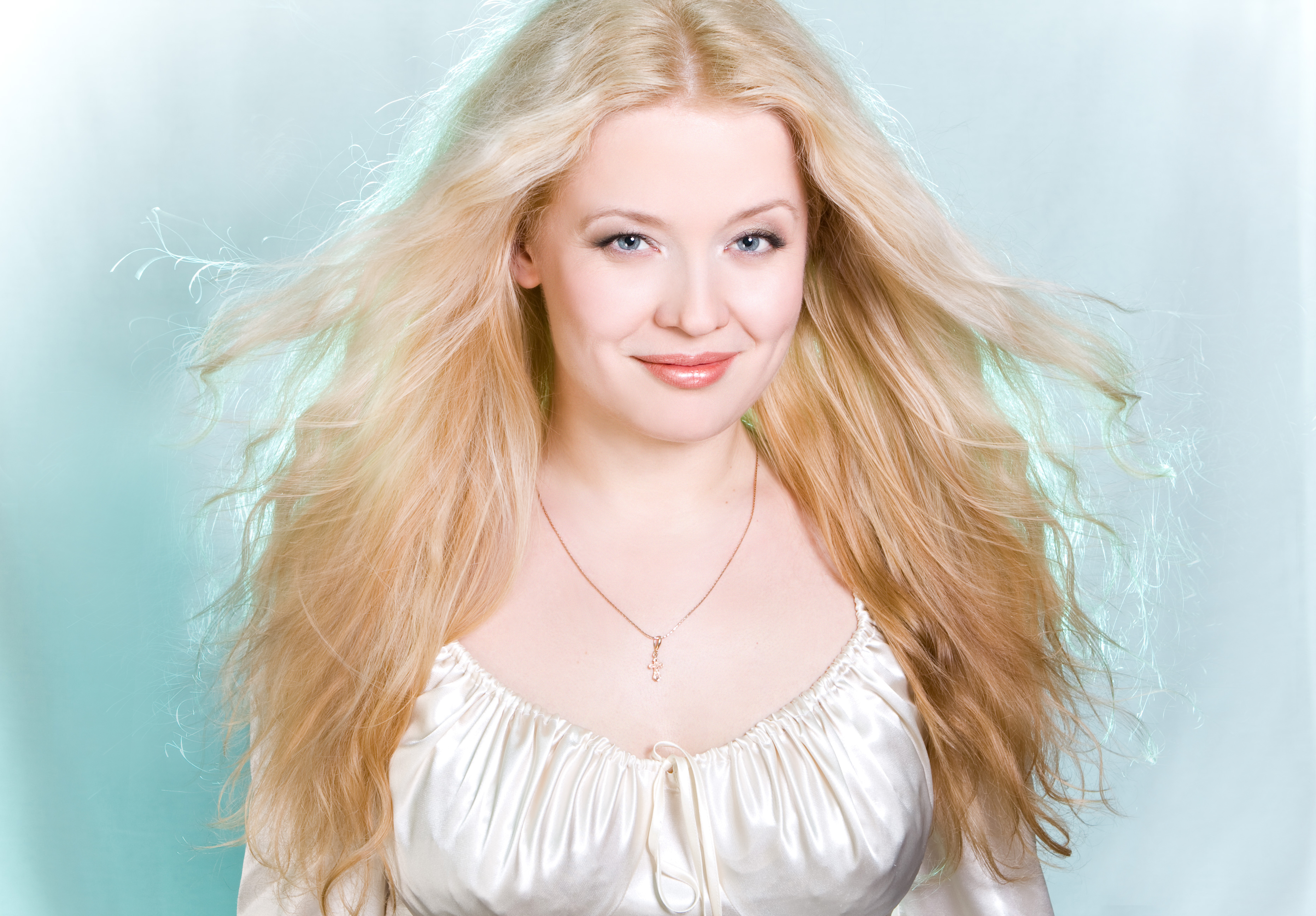
Barevné protisvětlo